# Naturwaldreservat Waldkugel
Das Naturwaldreservat Waldkugel ist ein 2002 als Naturschutzgebiet ausgewiesenes Waldgebiet im Südosten Würzburgs. Es befindet sich zwischen Würzburg-Heidingsfeld und Reichenberg, umfasst Teile des Würzburger Stadtwaldes sowie des Staatsforsts der Gemeinde Reichenberg. Das Gebiet mit 74,7 ha wird seit 1999 nicht mehr forstwirtschaftlich genutzt. Ziel ist eine möglichst natürliche Waldentwicklung und die Sicherung der bestehenden Artenvielfalt.  

## Geographie
Das Naturwaldreservat ist ein für die Mainfränkische Platte typischer Buchenwald. Der Name Waldkugel für das Reservat stammt von der historischen Bezeichnung für die größte Waldabteilung innerhalb des Naturwaldreservats.

## Flora und Fauna
Ursprünglich als Eichen-Hainbuchen-Wald bewirtschaftet, findet durch die Ausbreitung der Rotbuche ein Übergang zum Waldmeister-Buchenwald statt. Neben Buche und Eiche kommen auch Berg- und Spitzahorn, Esche sowie in geringerem Umfang unter anderem Kirsche, Ulme, Wildapfel und Wildbirne vor. Als Laubhölzer sind Elsbeere und Speierling zu nennen.
Insbesondere die Eichen- und Buchenbestände bieten Spechten Gelegenheit, Höhlen anzulegen. Mit Buntspecht, Mittelspecht, Kleinspecht, Grünspecht und Schwarzspecht sind gleich fünf Spechtarten vertreten. Ehemalige Höhlen von Schwarzspechten werden von der seltenen Hohltaube genutzt.
Außerdem beheimatet das Naturwaldreservat zahlreiche Schneckenarten, darunter die Weitmündige Glasschnecke und die Raublungenschnecke, ferner rund 500 Schmetterlingsarten.